# Psalistops melanopygius
Psalistops melanopygius är en spindelart som beskrevs av Simon 1889. Psalistops melanopygius ingår i släktet Psalistops och familjen Barychelidae.
Artens utbredningsområde är Venezuela. Inga underarter finns listade i Catalogue of Life.